# Agrotis liouvillei
Agrotis liouvillei is een vlinder uit de familie van de uilen (Noctuidae). De wetenschappelijke naam van de soort is voor het eerst geldig gepubliceerd in 1932 door Le Cerf.